# Öznur Serçeler
Öznur Serçeler (* 1. Januar 1987 in Kayseri) ist eine türkische Schauspielerin.

## Leben und Karriere
Serçeler wurde am 1. Januar 1987 in Kayseri geboren. 2001 studierte sie an der Mersin Üniversitesi. Danach setzte sie 2003 ihr Musikstudium an der Bilkent Üniversitesi fort. 2007 nahm sie am Programm des Global Youth Orchestra teil und trat in Berlin, Kassel und Bodrum auf. Im selben Jahr nahm sie am Elite-Model-Look-Wettbewerb teil.
Ihr Debüt hatte sie 2011 in der Serie Hayat Devam Ediyor. Danach trat sie in dem Film Karışık Kaset auf. Ihre erste Hauptrolle hatte Serçeler 2014 in Aşkın Kanunu. Anschließend spielte sie 2017 in der Fernsehserie Dolunay mit. 2018 bekam sie eine Rolle in der Serie Erkenci Kuş. Seit 2022 spielt sie in Yalı Çapkını mit.

## Filmografie
Filme
- 2014: Karışık Kaset
- 2015: Deccal
- 2016: Her Şey Aşktan
- 2016: Hayati Tehlike
- 2017: Salur Kazan: Zoraki Kahraman
- 2022: Aynasız Haluk
- 2022: Recep Ivedik 7

Serien
- 2011: Nuri
- 2011–2012: Hayat Devam Ediyor
- 2013: Emret Komutanım Yeniden
- 2013–2014: Merhamet
- 2014: Boynu Bükükler
- 2014–2015: Aşkın Kanunu
- 2016: Muhtesem Yüzyil: Kösem
- 2017: Dolunay
- 2018–2019: Erkenci Kuş
- 2022: Yalı Çapkını